# Tine Velvet
Tine Midtgaard Madsen bedre kendt som Tine Velvet (født 1994 i Lyngby) er en dansk sangerinde som deltog i Sæson 3 af det danske X Factor hvor hun fik en andenplads.

## Diskografi

### Singler
- "Heart of me"
- "What people are saying"